# Calandrella
Calandrella je rod ptáků z čeledi skřivanovitých, pro který se používá české jméno skřivánek. Jméno skřivánek se však kromě toho užívá také pro rody Eremalauda a Spizocorys.
Patří sem tyto druhy:
- skřivánek horský (Calandrella acutirostris) (Hume, 1873)
- skřivánek etiopský (Calandrella blanfordi) (Shelley, 1902)
- skřivánek krátkoprstý (Calandrella brachydactyla) (Leisler, 1814)
- skřivánek čínský (Calandrella cheleensis) (Swinhoe, 1871)
- skřivánek rudotemenný (Calandrella cinerea) (J. F. Gmelin, 1789)
- skřivánek indický (Calandrella raytal) (Blyth, 1845)
- skřivánek menší (Calandrella rufescens) (Vieillot, 1820)
- skřivánek somálský (Calandrella somalica) (Sharpe, 1895)